# Каталанська мова
Каталанська мова, або каталонська мова (кат. català; вимовляється [kətə'ła] або [kata'ła]) — мова Західного Середземномор'я, належить до романської групи індоєвропейської мовної родини.
Каталанською говорять в Іспанії та Франції, а також в Італії та Андоррі, зокрема у таких великих містах, як-от Барселона та Валенсія. З 1970-х років ця мова стала офіційною на тих територіях, де нею послуговуються. До цього протягом кількох століть каталанську забороняли або піддавали репресіям як в Іспанії, так і у Франції.
Каталанська — окрема мова, а не діалект іспанської.
Здебільшого ті, у кого це рідна мова, також володіють іспанською, французькою або італійською.

## Головні факти
У період з 1979 до 2007 років каталанська мова отримала певний офіційний статус на всіх адміністративних територіях, які є частиною каталанських країн, окрім Ал-Карші та Західної смуги. В Автономній області Каталонія вона є однією з трьох офіційних мов та єдиною «власною (або історичною) мовою» з 1979 р.
Починаючи з XIII ст. каталанська мова називалася по-різному на різних територіях. Наразі найпоширенішими є три назви: каталанська (або каталонська), валенсійська (лише в Автономній області Валенсія в Іспанії) та каталанська-валенсійська-балеарська (найчастіше в академічному вжитку).
Із точки зору фонетики, лексики та граматики найближчою до каталанської є окситанська мова (з VIII до XIII ст. каталанська мова являла собою діалект окситанської). Перші письмові пам'ятки каталанською зафіксовано раніше, ніж усіма іншими мовами Іберійського півострова, зокрема іспанською та португальською. Каталанську у світі розуміють близько 11,6 млн осіб, за кількістю мовців — це 6 романська мова після іспанської, португальської, французької, італійської та румунської мов. У Європейському Союзі каталанська є 14-ю мовою за кількістю мовців, у світі — 80-ю.
Існує дві великі групи діалектів — східні (на основі яких створено літературну мову) та західні (на основі південно-західних діалектів кодифіковано літературну мову Автономної області Валенсія).
У каталанській використовують адаптовану латинку, зокрема кілька буквосполучень, які не зустрічаються в інших романських мовах (-ny-, -l·l-, -ig). Граматика та фонетика каталанської мови має як спільні (зокрема 2 числа та 2 роди у іменника, прикметника та артикля, відмінникова система у займенника), так і відмінні риси (8, а не 7 голосних, як у більшості романських мов, вживання означеного артикля перед іменами) з сусідніми галло-романськими та західно-іберійськими мовами.
Каталанська мова вплинула на сусідні мови, зокрема на іспанську (наприклад, назва колишньої грошової одиниці Іспанії «песета» походить від каталанського peça), у свою чергу лексичний фонд мови збагачено численними запозиченнями з баскійської, германських, окситанської, арабської, іспанської, французької та англійської мов. Основу мови складають слова латинського походження. З каталанської до української увійшли такі слова, як-от паелья та барак.
Каталанська мова регулюється кількома закладами, зокрема Інститутом каталонських студій (який підтримує норму IEC) та Валенсійською мовною академією (яка підтримує норму AVL). У 1985 р. було створено Термінологічний центр (кат. Termcat), який відповідає за розроблення галузевої термінології та випуск словників, а також Консорціум для мовної нормалізації (кат. Consorci per a la Normalització Lingüística), завданням якого є поширення нової термінології та організація мовних курсів. Поряд із зазначеними вище офіційними закладами існують і визнані неурядові організації, які займаються пропагандою каталанської мови, створенням належних умов для її вивчення: найвідомішою є організація «Омніум културал» (кат. Òmnium Cultural), створена у 1961 році.
Рекорд «Книги рекордів Гінесса» з найдовшої у світі промови (124 години без перерви) було встановлено перпіньянцем Люїсом Кулетом. Цю промову було здійснено здебільшого каталанською мовою, її було закінчено 17 січня 2009.року

## Назви мови, приклади та цитати, статус, класифікація

### Назви мови
Сучасні назви мови
Див. також статтю Назви каталанської мови.
В українській мові паралельно вживаються дві назви на позначення мови — катала́нська та катало́нська.
Викладачі-практики (зокрема відомий український лінгвіст-романіст Костянтин Тищенко) частіше називають цю мову каталанською (пр., «Підручник каталанської мови»). В Україні цю мову викладають у Києві на кафедрі іспанської та італійської філології Інституту філології КНУ ім. Т. Шевченка та у Львові на кафедрі французької філології факультету іноземних мов Львівського університету ім. І. Франка саме як каталанську мову.
В українській мові вживається і назва «каталонська мова», зокрема у Кодах представлення назв мов фіксується лише такий варіант назви. У Великому тлумачному словнику української мови фіксуються обидва прикметники, однак про мову написано у статті «каталонський»[недоступне посилання з червня 2019]. Орфографічний словник української мови [Архівовано 23 березня 2022 у Wayback Machine.] фіксує лише слово «каталонський».
У російській мові чіткіше, ніж в українській, фіксується різниця між вживанням слів «каталанский» (щодо мови) та «каталонский» (щодо належності до території, народу).
У польській мові на позначення як мови, так і належності до Каталонії та каталонців, вживається лише прикметник «kataloński».
Іншими слов'янськими мовами назва каталанської мови перекладається таким чином (як зі звуком [a], так і [o]) : білоруською «каталянская / каталёнская мова», сербохорватською «katalonski jezik / каталонски језик», чеською «katalánština», словацькою «katalánčina», словенською «katalonščina / katalonski jezik», болгарською «каталонският език».
У неслов'янських мовах назва каталанської мови найчастіше передається зі звуком [a] (ближче до оригіналу): фр. le catalan, la langue catalane, англ. Catalan language, ісп. idioma catalán. Єдина мова, де у назві з'являється звук [u], — мова есперанто: «kataluna lingvo / la kataluna».
Слід зазначити також, що окрім назв каталанська / каталонська мова, існують й інші, менш поширені сучасні назви для цієї мови. Статутом Автономної області Валенсія закріплено назву «валенсійська мова», в інших регіонах поширення каталанської мови її зараз називають лише «каталанською» (на Балеарських островах у неофіційному вжитку також є назви «мальоркська» та рідше «балеарська мова»). У працях із лінгвістики іноді цю мову називають «каталанською-валенсійською-балеарською», у кін. XX ст. було запропоновано також дві штучні назви — бакаве́с / бакабе́с та кава́ба / каба́ба (або каваба́нська / кабаба́нська мова), де -ка- означає «Каталонія», -ва- / -ве- або -ба- / -бе- — «Валенсія» і -ба- — «Балеарські о-ви». Три літери «а» у назві «каваба» означають «Арагон» (тобто Західну смугу), «Алґе» та «Ал-Каршу».
Історичні назви каталанської мови
Див. також статтю Назви каталанської мови.
Від часів проповідей з Урґаньї, каталанська мова називалася по-різному. Оскільки, як і інші неолатинські мови, каталанська мова походить із народної латини, її вважали народним, простим варіантом латинської мови, що пояснює першу зафіксовану офіційну назву каталанської мови на поч. XIII ст. — vulgar, тобто «народна», «проста» мова.
Серед інших історичних назв каталанської мови варто зазначити назву romanç / romançar («романська [мова]»), яка вживалася в усіх частинах каталанських країн з 1234 до 1636 р., назву pla / espla / esplanar («зрозуміла [мова]»), що вживалася з 1261 до 1589 р., назви crestianesc («християнська [мова]»), яка вживалася у Валенсії з 1270 до 1468 р. (через існування контактів між християнським каталонським та мусульманським арабським населенням Валенсії) та назву algemia («алжемія / алджемія»), що вживалася з 1460 до 1490 р. головним чином іберійськими мусульманами.
У Валенсії з 1531 до 1878 р. широко вживалася також назва lemosí («лімузенська [мова]») — ця назва, що зараз вживається лише для лімузенського діалекту окситанської мови, відбиває той факт, що каталанська мова довгий час (а окремими лінгвістами до середини XX ст.) вважалася діалектом окситанської мови (велика кількість трубадурів писала лімузенською говіркою північно-окситанського діалекту).
В Арагонському королівстві, куди входила територія сучасних Південної та Північної Каталонії, «каталанською» цю мову почали називати з 1290 р. — там ця назва є основною до сьогодні.
На інших каталаномовних територіях традиція називати мову «каталанською» перервалася у XV—XVI ст., натомість вживалися назви, похідні від найменувань відповідних королівств — «валенсійська» (від 1395 р.) та «мальоркська» (від 1409 р.). У Валенсії та на Балеарських о-вах знову почали вживати назву «каталанська мова» у кін. XIX ст.
Докладнішу інформацію про всі історичні назви каталанської мови можна знайти у статті Назви каталанської мови.

### Приклади мови

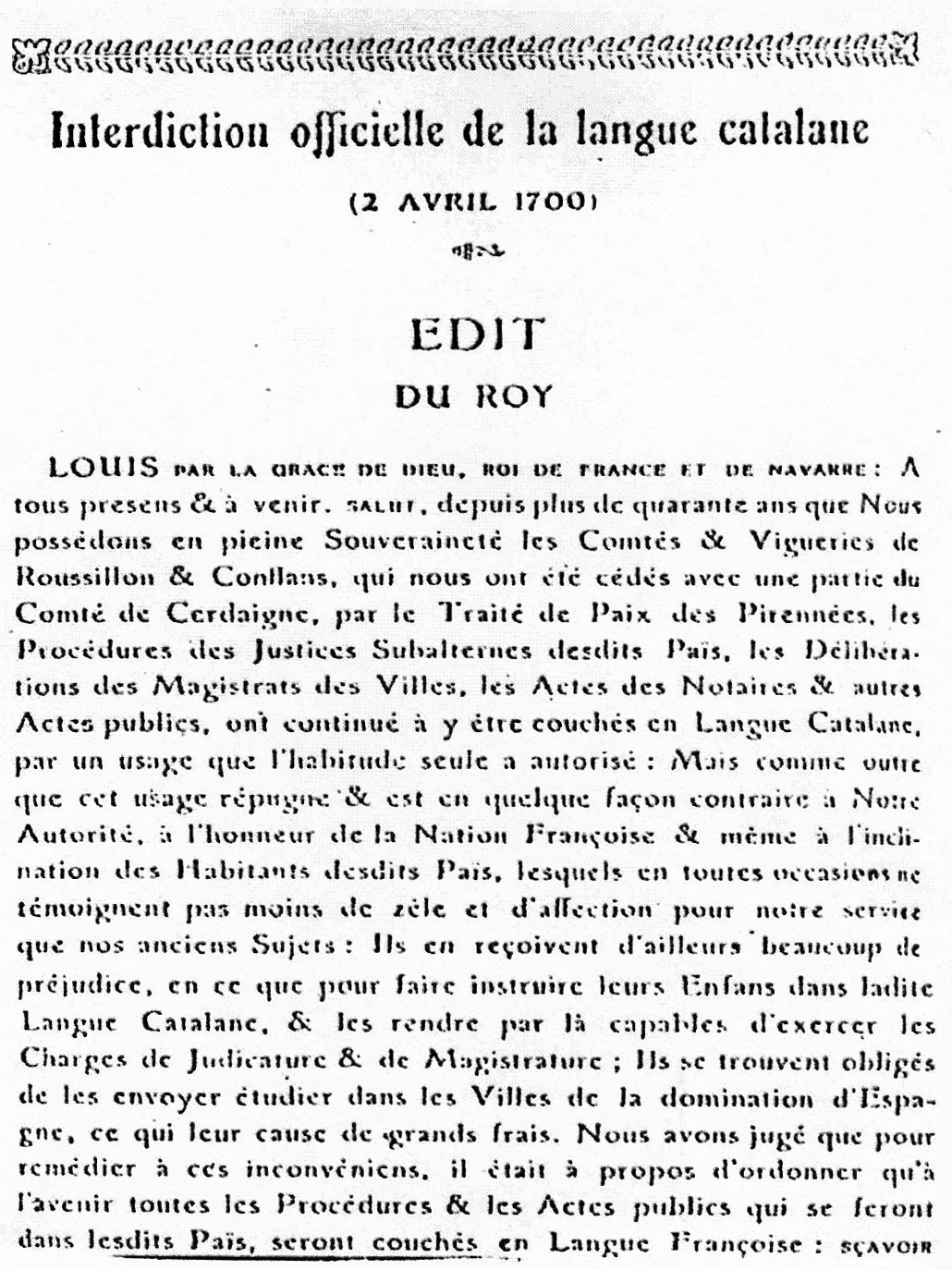
Наказ короля Франції Людовіка XIV від 2 квітня 1700 р. про заборону використовувати каталанську мову у діловодстві на території Північної Каталонії.

| Мова        | Уривок 1 | Уривок 2 |
|             | Натисн. тут | Натисн. тут |
| Каталанська | Bon dia! Si voleu ballar, heu d'anar a discoteca, i si us estimeu més la tranquil·litat, us podeu estar a casa mirant la televisió, teclejant a internet, o llegint una bona novella.              | Avui al mercat he comprat api, mongetes i enciam, tot per fer un bon dinar de verdures. Demà, si tinc temps, aniré a passejar voramar i, si fa mal temps, aniré al cinema.                                            |
| Українська  | Добрий день! Якщо ви хочете потанцювати, вам потрібно піти на дискотеку, та якщо ви більше любите спокій, можете лишитися дома, дивлячись телебачення, сидячи в інтернеті чи читаючи гарний роман. | Сьогодні на ринку я купила селери, квасолі та листя салату — усе для приготування смачної страви з овочів. Завтра, якщо матиму час, я піду на прогулянку морським узбережжям. Якщо буде погана погода, я піду в кіно. |

### Статус мови
Статус каталанської мови у каталанських країнах
- З 18 вересня 1979 р. каталанська, поряд з іспанською та окситанською (аранською), є регіональною офіційною мовою Автономної області Каталонія (законодавчо її визнано єдиною «власною мовою» цієї території)[18].
- З 1 липня 1982 р. каталанська є офіційною, поряд з іспанською, в Автономній області Валенсія, де офіційно вона називається валенсійською мовою (лише валенсійську мову визнано «власною мовою» цієї автономної області)[19].
- З 25 лютого 1983 р. каталанська є офіційною, поряд з іспанською, на Балеарських островах (тут її також визначено єдиною «власною мовою»)[20].
- Каталанська мова є єдиною офіційною мовою Князівства Андорра з 2 лютого 1993 р. Відповідно до ст. 2 Конституції цієї країни[21][22].
- З 11 вересня 1997 р. законом № 26 Автономної області Сардинія каталанська визнана однією з офіційних мов міста Алґе (Альґеро) на о-ві Сардинія в Італії[23][24] поряд із корсиканською (або корсо-галурезькою) на півночі острова (у законі її названо «галурезьким діалектом»), сассарською на північному заході (у законі її названо «сассарським діалектом»), сардською у центральній та південній частинах острова та табаркінською (діалект лігурійської мови) говіркою на південному заході Сардинії (у законі її названо «табаркінською мовою»).
- З 10 грудня 2007 р. каталанська, разом із французькою, є офіційною мовою департаменту Східні Піренеї у Франції[25].
- Каталанська мова не має офіційного статусу в Ал-Карші та на Західній смузі (з початку 2000-х років готується закон про мови в Автономній області Арагон, однак цей процес досі незавершений)[26].

Статус каталанської мови поза межами каталанських країн
Каталанська мова є однією з 6 офіційних мов «Латинського союзу», організації, яка об'єднує 37 держав світу.
13 червня 2005 року Радою міністрів закордонних справ ЄС (англ. European Council of Foreign Ministers) було ухвалено дозволити громадянам Іспанії звертатися з офіційними запитами до структур ЄС каталанською, баскійською та галісійською мовами. 30 листопада 2006 року, підписанням відповідної угоди з послом Іспанії при ЄС Карлосом Бастаррече, такий дозвіл було оформлено для Представника ЄС із прав людини. Окрім того, каталанською можна звертатися до Комітету регіонів, Ради ЄС, Єврокомісії, Європейського соціально-економічного комітету та до Європейського Парламенту. У ЄС такі права мають також шотландська та валлійська мови.
За кількістю мовців каталанська мова є 7-ю серед мов Європейського Союзу (у межах ЄС нею користується більше людей, ніж фінською або данською мовами та стільки ж, як і шведською, грецькою чи португальською).
Відповідно до звіту про вживання «малих мов» у Європейському Союзі (які не мають статусу загальнонаціональної офіційної мови) «Євромозаїка» (1991 р.) каталанською говорили 33,5 % усіх мовців «малих мов» ЄС.

### Класифікація мови та її коди
Каталанська мова серед інших новолатинських мов
Див. також Окситано-романські мови, Галло-іберійські мови, Західнороманські мови та Романські мови.

Те́ррас-д'Ок — територія поширення окситанської та каталанської мов (Tèrras d’Òc, Terres d’Oc).

Каталанська мова є романською мовою, яка утворилася на базі народної латини. З VIII до XIII ст. разом з окситанською каталанська являла собою єдину мовну спільноту (тобто фактично каталанська була одним із діалектів окситанської мови).
Зараз літературна каталанська, особливо з точки зору лексики, але також фонетично та з точки зору граматики, є найближчою до літературної окситанської мови (яка сформована на базі ланґедокського діалекту окситанської — цей діалект географічно є найближчим до Північної та Південної Каталонії) — взаєморозуміння мовців обох мов можливе без перекладу.
Деякі мовознавці як каталанську, так і окситанську відносять до окремої окситано-романської підгрупи мов. Спрощуючи, можна сказати, що і каталанська, і окситанська мови є перехідними між галло-романськими (насамперед французькою) та західно-іберійськими (насамперед іспанською) мовами.
|  | Каталанська-валенсійська-балеарська мова – різновид окситанської мови в Іспанії ... між мовами, що виникли на базі латини [після її розпаду], у античні часи виникла мова, яку було названо провансальською [окситанською] і якою заговорили люди, що мешкали між р. Луарою [північна межа окситанської мови у центральній Франції] та р. Еброю [південний кордон Автономної області Каталонія в Іспанії]. Мануел Міла-і-Фунтаналс, каталонський та іспанський лінгвіст (1818-1884 р.р.) |

Цікаво те, що особливу зацікавленість у вивченні зв'язків між каталанською та окситанською мовами виявляють валенсійці, які бачать Валенсію — її культуру, мову та історію — у ширшому контексті, ніж каталанські країни, а саме у традиційнішому окситано-каталонсько-валенсійському контексті. Маловпливовою організацією «Ок Валенсія» нещодавно навіть було запропоновано зблизити графіку каталанської та окситанської мов (звернувши особливу увагу на гасконський діалект) і створити спільне каталансько-окситанське койне.
Попри це, часто каталанську та окситанську мову відносять до різних підгруп романської групи індоєвропейської мовної родини: окситанську до галло-романської групи (разом із французькою та франко-провансальською; іноді до цієї групи відносять і каталанську), а каталанську — до іберо-романської (разом з іспанською, астурійсько-леонською, португальською та галісійською), іноді відносячи її до східноіберійських мов (іноді до східноіберійських мов відносять і окситанську).
На ці дискусії впливає існування політичного кордону між Францією та Іспанією. На приклад, іспанський філолог Рамон Менендес-Підаль (ісп. Ramon Menendez Pidal) обстоював належність каталанської мови саме до групи іберійських мов.
Реймонд Ґордон відносить каталанську до східноіберійських мов, які разом із мовою ок (окситанська мова) та західноіберійськими мовами (іспанська, астурійсько-леонська, португальська та галісійська) входять до іберо-романської групи, що, своєю чергою, — разом із галло-романськими мовами (галло-італійськими та галло-ретійськими) входить до галло-іберійської підгрупи.
Р. А. Голл-мол. класифікує каталанську мову як північноіберороманську (разом з іспанською та португальською), що, своєю чергою, — з південноіберороманськими мовами (мозарабська мова) входить до іберо-романської підгрупи (за цією класифікацією окситанська мова входить до південногаллороманських мов і разом із північногаллороманськими формує галло-романську підгрупу).
Юрій Коряков в «Атласі романських мов» класифікує каталанську як перехідну між південногаллороманськими (окситанською та гасконською) та іберо-романськими (іспанською, арагонською, галісійсько-португальською, астурійсько-леонською), що разом входять до західнороманської підгрупи групи романських мов (разом із галло-романськими та північноіталійськими).
Ч. Тальявіні для класифікації романських мов пропонує географічний принцип, згідно з яким каталанська мова займає проміжну позицію між галло-романськими (французькою, ретороманською та окситанською мовами) та іберо-романськими мовами (іспанською та португальською), бувши «поворотною мовою» (фр. une langue pivot).
У 1991 р. Вітольд Маньчак (пол. Witold Mańczak) запропонував класифікувати неолатинські мови відповідно до кількості лексичних одиниць у текстах, які збігаються (таким чином враховується як існування однакових слів у різних мовах, так і частотність їхнього вживання). Таким чином можна визначити, наскільки лексичні системи окремих мов наближені одна до одної.
За цією методикою, італійська мова, у порівнянні з іншими романськими мовами, зберігає найбільшу кількість слів латинського походження, тобто спільних слів для різних неолатинських слів:
- італійська мова: найближчою до італійської є французька (1067 спільних слів), а потім португальська (1043), каталанська (1031), іспанська (1015), ретороманська (987), окситанська (982), сардська (836), румунська (537).
- каталанська мова: найближчою до неї є іспанська (1045 спільних слів), а потім італійська (1031), португальська (1001), французька (998), окситанська (939), ретороманська (843), сардська (687), румунська (441).
- португальська мова: найближчою до неї є іспанська мова (1196 спільних слів), а потім італійська (1043), каталанська (1001), французька (909), ретороманська (874), окситанська (870), сардська (774), румунська (492).
- іспанська мова: найближчою до неї є португальська (1196 спільних слів), потім каталанська (1045), італійська (1015), французька (914), окситанська (867), ретороманська (836), сардська (750) та румунська (491).

Присвоєні коди для каталанської мови
Каталанській мові присвоєно такі ISO 639 та SIL коди:
- ISO 639-1 — ca,
- ISO 639-2(T) — cat,
- ISO 639-3 — cat,
- код SIL — CLN.

Для «валенсійської мови» окремого коду не прийнято, оскільки її визнано лише варіантом каталанської (їй пропонувалося присвоїти коди val та ca-valencia).
Відповідно до стандарту ГОСТ 7.75-97, який є офіційним у Російській Федерації, Казахстані, Киргизстані та Білорусі, кодом каталанської мови є кат та cat, цифровим кодом є 290.
| Каталонія | Каталанська |
| Каталонія | 6985*       |

| Італія | Італійська |
| Італія | 7498*      |

| Іспанія | Іспанська |
| Іспанія | 1045**    |

| Франція | Французька |
| Франція | 1067***    |

| Італія | Італійська |
| Італія | 1031       |

| Португалія | Португальська |
| Португалія | 1043          |

| Португалія | Португальська |
| Португалія | 1001          |

| Каталонія | Каталанська |
| Каталонія | 1031        |

| Франція | Французька |
| Франція | 988        |

| Іспанія | Іспанія |
| Іспанія | 1015    |

| Occitania | Окситанська |
| Occitania | 939         |

|     | Ретороманська |
| 987 |               |

|     | Ретороманська |
| 843 |               |

| Occitania | Окситанська |
| Occitania | 985         |

|     | Сардська |
| 687 |          |

|     | Сардська |
| 836 |          |

| Румунія | Румунська |
| Румунія | 441       |

| Румунія | Румунська |
| Румунія | 537       |

## Поширеність мови

Каталанські країни

Див. також статтю Каталанські країни.
Каталанську мову розуміють приблизно 11,56 млн людей у світі, зокрема в Іспанії (Каталонія, Валенсія, Балеарські о-ви, захід Арагону, Мурсія), на півдні Франції, в Італії (м. Алґе, Сардинія) та в Андоррі.
Зона поширеності каталанської мови називається «каталанськими країнами». Приблизно 9,44 млн осіб вміють говорити каталанською мовою, 7,7 млн мовців користуються нею активно, а 4,4 млн називають каталанську своєю головною мовою спілкування.
Каталанська мова у світі
Зацікавленість каталанською мовою поза межами каталанських країн зростає. У 2004—2005 роках каталанську мову вивчало 5220 осіб, а в 2005—2006 навчальному році вже 7049 осіб. У 2006 р. мову вивчали у 108 іноземних університетах (у 2005 р. — у 98), розташованих у 28 країнах світу. Зацікавленість у вивченні каталанської мови виявляють не лише емігранти та їхні нащадки, але й ті іноземці, яким цікаве мистецтво Каталонії, насамперед архітектура, або ті, які цікавляться туризмом тощо.
Найбільше каталанську мову вивчають у Німеччині — 2609 осіб у 23 університетах, а також в Іспанії (поза межами каталанських країн) — 1227 осіб. Наприклад, у Мадриді у 2003 р. екзамен із каталанської мови становило 74 особи, у 2006 р. — 162 особи. У столиці Іспанії каталанську мову можна вивчити у 6 навчальних закладах.
Першим навчальним центром Азії, де можна вивчити каталанську мову, став Університет іноземних студій Ханкук у Сеулі. Там у 2006 р. каталанську мову вивчало 36 студентів.
За кордоном найзручніше вивчати каталанську мову у центрах «Каталонських спільнот за кордоном» (кат. Comunitats Catalanes de l’Exterior, CCE). Нині нараховується 114 таких центрів, у 39 є можливість вивчати каталанську мову. Через такі центри у 2006 р. вивчали мову 1726 осіб, майже на 60 % більше, ніж у попередній рік. Найбільші такі центри розташовані в Аргентині (2 центри), Великій Британії, Франції, Швейцарії (2 центри), Колумбії, на Кубі, у Марокко та Чилі.
Каталанська мова в Україні
Вперше каталанську мову стали викладати на кафедрі романської філології (разом з іспанською, італійською та португальською) у 1897 р., у рік заснування кафедри у Львівському університеті.
У Київському національному університеті ім. Т. Шевченка каталанську мову факультативно викладає Костянтин Тищенко. Також каталанська мова викладається на кафедрі іспанської та італійської філології Інституту філології КНУ ім. Т. Шевченка.
З каталанської на українську перекладали відомий перекладач Анатоль Перепадя, поет і перекладач Михайло Литвинець, перекладачі Олександр Буценко, Володимир Крамар, Віктор Шовкун та Маргарита Жердинівська, а також поети та письменники Сава Голованівський, Іван Драч, Микола Бажан, Віталій Коротич, Леонід Первомайський і Мойсей Фішбейн.
Українською перекладено каталонську народну казку «Кров і сніг».
Деякий вплив каталонська міфологія та легенди справили на українську письменницю Наталену Королеву, яка народилася в Іспанії, зокрема у повісті «Quid est veritas?».
Слід також зазначити, що в Україні каталанською мовою цікавилися не лише лінгвісти та письменники. Серед українських науковців виділяється постать історика Володимира Піскорського (до слова, друга найвидатнішого каталонського історика Віктора Балаге) який на поч. XX ст. вивчив каталанську мову та досліджував середньовічну історію Каталонії (докторська дисертація на тему «Кріпосне право в Каталонії у середньовіччі», праці «Змагання поетів у Каталонії в середні віки», Ніжин, 1900 р., «Питання про значення і походження „дурних“ звичаїв у Каталонії», К., 1899 р.). 18 квітня 1901 р. за заслуги перед іспанською історичною наукою Піскорського обрано членом-кореспондентом Барселонської королівської Академії красного письменства і природничих наук.
Певну зацікавленість до Каталонії та її культури виявляли часописи «Літературно-науковий вістник» та «Вістник» у міжвоєнному Львові. Окремої уваги заслуговує стаття Ганни Чикаленко «Каталонське літературне відродження» з оглядом каталонської літератури XIX та XX ст., періоду ренесансу та середньовіччя, а також з інформацією про історію каталанської мови. Ганна Чикаленко бачить каталонську літературу як діалогічне явище, яке складається не тільки з текстів, написаних у Барселоні, але і в інших каталанських країнах, зокрема, на Мальорці (творчість Жуана Алкубе) і в Русільйоні. Ганна Чикаленко пише: «З попереднього видко, що каталонська література є велика національна література, що займає поважне місце серед європейських, і не тільки недержавних народів».
З Україною пов'язані життя та діяльність відомого інженера та будівничого каталонсько-французького походження Огюстена Бетанкура.
У 1782—1783 рр. на Херсонщину переселилося понад 1000 мешканців о-ва Менорка (каталанські країни), яких на півдні України називали «італійцями».
У 2009 р. 4 каталонські поети — Енрік Казасас, Карлас Ак Мор, Естер Шаргай та Бланка Люм Відал — відвідали Львів, Харків, Івано-Франківськ та Київ у рамках поетичного туру Україною..
Каталанська як мова інтернету
За «Global Internet Statistics» за вересень 2004 року каталанська була 27 найпоширенішою мовою інтернету (для прикладу, українська — 31). На той момент 2,4 млн каталаномовців мали доступ до інтернету.
З жовтня 2008 р. каталанська є однією з мов інтерфейсу Windows Live Messenger та Hotmail.

## Історія, два сучасні стандарти мови
Історія розвитку каталанської мови
Див. також Історія Каталонії, Арагонське королівство, Проповіді з Урґаньї.

Розширення Арагонського королівства та території поширення каталанської мови у XI—XIV ст. (на мапі показано лише Іберійський півострів та Балеарські о-ви)

Мова виникла на базі народної латини на півночі Піренейського півострова. Перші пам'ятки (заповіти, короткі документи про продаж певних речей тощо) датуються IX ст. Найдавнішим літературним прозовим твором, написаним каталанською мовою, є Проповіді з Урґаньї.
У пізньому Середньовіччі каталанська мова була престижною літературною міжнародною мовою Середземномор'я. Хоча у Каталонії аж до XV ст. мовою поезії була окситанська, каталанська мова — перша романська — почала використовуватися у філософських та наукових працях.
Після одруження Фердинанда Арагонського з Ізабеллою Кастильською в 1469 році, каталонське дворянство почало переходити на іспанську мову, що призвело до постійного звуження сфери застосування каталанської та утворення диглосивної ситуації, яку ми спостерігаємо й у наші дні. Дуже негативний вплив мала репресивна мовна політика Бурбонів у XVIII ст., причиною якої стало те, що каталонці у Війні за іспанську спадщину підтримали Габсбурґів.

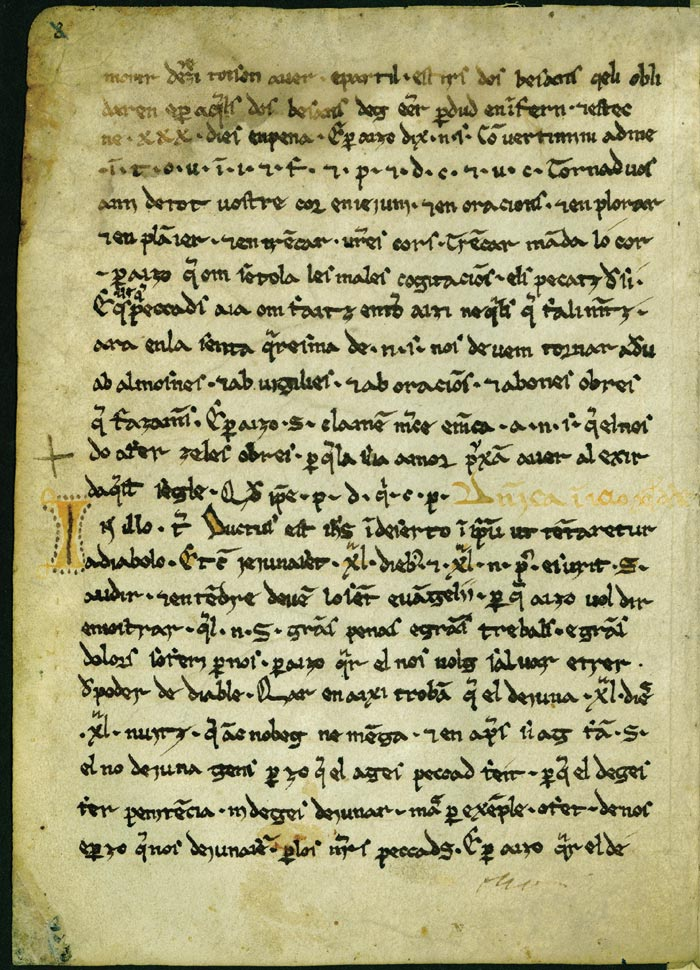
Проповіді з Урґаньї

Хоча частина політичної та культурної еліти (дворянство, письменники) відмовилися у XVII-XVIII ст. від каталанської мови, прості каталонці та духовенство продовжували вживати каталанську мову, що зберігало за нею певний соціальний престиж.
У першій половині XIX ст., коли каталанську мову було повністю витіснено з офіційного вжитку, починає формуватися культурологічний рух, який отримав назву «Ранашє́нса» (кат. Renaixença) або «Відродження». Спочатку цей рух не виходив за рамки літературного, але протягом століття він набув політичних рис.
На початку XX ст. стали можливими перші політичні успіхи, у 1930-х роках каталанська здобуває статус офіційної мови в Автономній області Каталонія (поряд з іспанською).
Але такий успіх тривав недовго: перемога Франко в Громадянській війні (1936—1939 рр.) призвели до заборони використання каталанської мови з притягненням до кримінальної відповідальності. Каталанська мова залишалася в такому стані до кінця диктатури Франко в 1975 р.
Демократизація Іспанії призвела до автономізації цієї країни, починаючи з 1979 р. каталанська знову почала здобувати офіційний статус у каталанських країнах.
Біблію було перекладено каталанською у 1478 р.
Кодифікація каталанської мови (стандарти)
Існує два основні стандарти каталанської мови: основний стандарт (стандарт IEC), який був запропонований каталонським лінгвістом Пумпеу Фаброю (кат. Pompeu Fabra) і який ґрунтується на центрально-каталанському діалекті (район м. Барселони), підтримується Інститутом каталонських студій, і валенсійський стандарт (стандарт AVL), що ґрунтується на роботах того ж лінгвіста та т. зв. «Нормах Кастельо́» (кат. Normes de Castelló — стандартна орфографія, адаптована до вимови у західнокаталанських діалектах).
Різниця між обома стандартами невелика і насамперед стосується вживання діакритичних знаків (francès та anglès IEC — francés та anglés AVL, cafè IEC — café AVL, conèixer IEC — conéixer AVL, comprèn IEC — comprén AVL). Також по-різному вимовляється наголошене «e», що походить від латинських Ē («e довге») та Ǐ («i коротке»): у нормі IEC — [ɛ], у нормі AVL — [e]. У стандарті AVL збережено літеру «è» у словах què, València, èter, sèsam, sèrie та època, однак її вимова відрізняється від вимови у стандарті IEC.
Окрім того, у деяких словах за нормою AVL замість tll вживається tl (ametla/ametlla, espatla/espatlla та butla/butlla) тощо.

## Характерні риси мови
Див. також статтю Фонетичні закони каталанської мови.
Голосні
- Спільні риси з галло-романськими мовами:
  - Зникнення кінцевих голосних у словах латинського походження, окрім кінцевого -A (MURU, FLORE → mur, flor), що протиставляє каталанську західноіберійським мовам, які зберігають кінцевий голосний, окрім -E (muro, однак flor/chor) та італо-романським, які зберігають усі кінцеві голосні (muro, fiore).
- Спільні риси з окситанською:
  - Численні дифтонги та односкладові слова: ([aj] rai, [ej] ei, [aw] cau, [ew] beu, [ow] pou тощо).
- Риси, які протиставляють каталанську галло-романським мовам:
  - Збереження латинського -u- (східні діалекти lluna ['ʎunə], західні діалекти lluna ['ʎunɛ/a], окситанська luna ['lyno], французька lune ['lyn]).
- Риси, які протиставляють каталанську іспанській:
  - Збереження відкритої вимови латинських голосних Ĕ та Ŏ (коротких «e» та «o») під наголосом у народній латині, відповідно [ɛ] та [ɔ] (TERRA → terra ['tɛra]/['tɛrə]; FOCUS → foc [fɔk]).
- Риси, які протиставляють каталанську окситанській:
  - Редукція дифтонга AU до відкритого O (CAULIS, PAUCU → col, poc).
- Спільні риси з іншими мовами, поширеними на півдні ареалу поширення західнороманських мов (ланґедокський діалект окситанської, західно-іберійські мови):
  - Буквосполучення -ACT- редукується до -ET (LACTE, FACTU → *lleit, *feit → llet, fet).

Приголосні
- Спільні риси з західнороманськими мовами:
  - Перехід глухих латинських -P-, -T-, -C- у дзвінкі -b-, -d-, -g- (CAPRA, CATENA, SECURU → cabra, cadena, segur)
- Спільні риси з галло-романськими мовами:
  - Збереження початкових PL, CL, FL- (PLICARE, CLAVE, FLORE → plegar, clau, flor). Ця риса протиставляє каталанську західноіберійським мовам (іспанською llegar, llave, португальською chegar, chave).
  - Як і у французькій чи окситанській, відбувається заміна глухих приголосних на відповідні дзвінкі, якщо наступне слово починається з голосної або дзвінкої приголосної. Така соноризація притаманна фонемам [s], [t], [p], [ʃ], [k] i [tʃ], які переходять відповідно у [z], [d], [b], [ʒ], [ɡ] i [ʤ]. Приклади (наведено валенсійську вимову): els homes [els] та [ɔmes] -> [elzɔmes]; peix bo [pejʃ] та [bɔ] -> [pejʒbɔ]; blat bord [blat] та [boɾ(t)] -> [blad'boɾ(t)].
- Спільні риси з окситанською (зокрема ланґедокською говіркою)
  - Випадіння латинського міжголосного -N (PANE, VINU → pa, vi). На відміну від ланґедокської говірки у множині [n] зберігається (пр., pans, vins), за винятком північнокаталанського діалекту.
  - Оглушення кінцевих приголосних: verd [t], àrab [p].
- Оригінальні риси:
  - Такі риси не зустрічаються в інших неолатинських мовах:
    - Міжголосна латинська -D- переходить у -u (PEDE, CREDIT →peu, (ell) creu)
    - Латинські кінцеві -C + e, i →-u (CRUCEM →creu)
    - Латинське закінчення -TIS (2-га особа множини) перейшло в -u (MIRATIS → *miratz → mirau → mirau/mireu.
- Палаталізація приголосних:
  - Палаталізація початкового L- (LUNA, LEGE → lluna, llei). Ця риса також існує у субдіалекті м. Фуа окситанської мови та у деяких районах поширення астурійсько-леонської мови.
  - Палаталізація -is- [jʃ]/[ʃ], з латинських -X-, SC- (COXA, PISCE → cuixa, peix).
  - /k/ + [e], [i], [j] → *[ʦ] → [s]; CAELU → cel [sɛl].
  - /g/ + [e], [i], [j] → *[ʤ] → [ʤ]/[ʒ]; GELU → gel [ʤɛl]/[ʒɛl].
  - /j/ → *[ʤ] → [ʤ]/[ʒ]; IACTARE → gitar [ʤi'tar]/[ʤi'ta]/[ʒi'ta]
  - -ly-, -ll-, -c'l-, -t'l- → ll [ʎ]; MULIERE → muller; CABALLU → cavall, хоча фіксується і зворотний процес villa → vila; AURICULA → *oric'la → orella; UETULUS → *vet'lu → vell.
  - -ni-, -gn-, -nn- → ny [ɲ]; LIGNA → llenya; ANNUS → any (подібна фонетична трансформація існує і в іспанській мові).
- Інші риси:
  - Редукція груп приголосних -MB-, -ND → -m-, -n- (CAMBA, CUMBA, MANDARE, BINDA → cama, coma, manar, bena), такий перехід існує також у гасконському діалекті окситанської мови та на півдні зони поширення ланґедокського діалекту окситанської мови.
  - Подвоєння приголосних: setmana [mm], cotna [nn], bitllet [ʎʎ], guatla [ll], intel·ligent [ll] → [l].

## Діалекти
Див. також Діалекти каталанської мови.

Головні діалекти каталанської мови

Виділяють східнокаталанські та західнокаталанські діалекти. Схід Каталонії, південь каталаномовної Франції, Балеарські острови та Сардинію відносять до східнокаталанських діалектів. Інші області поширення каталанської мови відносять до західнокаталанських діалектів.
Головним критерієм такого поділу на діалекти є вимова ненаголошених [о], [е] та [а]. У західнокаталанських ці звуки вимовляються так само, як вони передаються на письмі, тоді як в східнокаталанських діалектах [о] в ненаголошених позиціях вимовляеться як [u], а [е] та [а] вимовляються як [ə].

## Фонетика
Див. статтю Фонетика каталанської мови.
- Звучання звуків у каталанській мові [Архівовано 6 липня 2008 у Wayback Machine.]. (кат.)
- Реєстр звуків каталанської мови в рамках Міжнародної Фонетичної Асоціації, на сайті Університету Вікторії, Канада [Архівовано 1 січня 2007 у Wayback Machine.] (англ.)

Голосні звуки літературної каталанської мови, з Carbonell & Llisterri (1999)

У каталанській мові нараховується 29 приголосних, з них 3 — лише у діалектах.
|             |             | Губно-губний | Губно-зубний | Зубний | Альвеолярний | Палатальний | Велярний |
| ----------- | ----------- | ------------ | ------------ | ------ | ------------ | ----------- | -------- |
| Носовий     | Носовий     | m            |              |        | n            | ɲ           | ŋ        |
| Проривний   | глухий      | p            |              | t      | t            | (c) ~ k     | (c) ~ k  |
| Проривний   | дзвінкий    | b            |              | d      | d            | (ɟ) ~ g     | (ɟ) ~ g  |
| Африкат     | глухий      |              |              |        | ts           | tɕ          |          |
| Африкат     | дзвінкий    |              |              |        | dz           | dʑ          |          |
| Щілинні     | глухий      |              | f            |        | s            | ɕ           |          |
| Щілинні     | дзвінкий    |              | (v)          |        | z            | ʑ           | γ        |
| Дрижачі     | Дрижачі     |              |              |        | r            |             |          |
| Одноударні  | Одноударні  |              |              |        | ɾ            |             |          |
| Апроксимант | Апроксимант |              |              |        |              | j           | w        |
| Латеральні  | Латеральні  |              |              |        | l            | ʎ           |          |

У каталанській мові нараховується 8 голосних. У літературній мові ненаголошені /e/, /ɛ/ та /a/ редукуються до [ə], а /o/ та /ɔ/ — до [u]. У західнокаталанських діалектах [e], [o] та [a] можуть бути також ненаголошеними.
У мальоркському діалекті [ə] може бути у наголошеній позиції.
Також у мові є багато дифтонгів, усі вони починаються або закінчуються на [j] або [w]:
| [ej] | rei   | 'король'    | [ɛw] | peu    | 'нога'   |
| [uj] | avui  | 'сьогодні'  | [ow] | pou    | 'добре'  |
| [ja] | iaia  | 'бабуся'    | [wa] | quatre | 'чотири' |
| [jɛ] | veiem | 'ми бачимо' | [wə] | aigua  | 'вода'   |

Див. статтю Фонетика каталанської мови:
- щодо правил практичної транскрипції з каталанської мови на українську;
- щодо законодавства Автономної області Каталонія стосовно мови топонімії;
- щодо розбіжностей у передачі українською мовою топонімів та гідронімів Каталонії;
- щодо каталонських топонімів, якя фіксуються в українських словниках;
- щодо правил читання у каталанській мові;
- щодо льєзонів (голосні та приголосні);
- щодо неочевидностей у транскрибуванні каталанських звуків українською (звуки [ə], [β], [ð], [λ] + голосна).

## Орфографія
Каталанська мова використовує латинську абетку з додатковими діакритичними знаками: a (à), b, c (ç), d (dj), e (é è), f, g (gu, ig), h, i (í ï), j, k, l (ll, l•l), m, n (ny), o (ó ò), p, q (qu), r (rr), s (ss), t (tg, tj, tx), u (ú ü), v, w, x (ix), y, z.
Серед оригінальних рис каталанського правопису можна відзначити:
- вживання крапки між двома літерами «l» для позначення звука [ł:] : intel·ligent [intəł:i'ʑɛn] — розумний;
- буквосполучення «-ny-» (ще вживається в угорській мові, у каталанській мові воно позначає звук [ɲ], який у французькій передається буквосполученням «-gn-», в окситанській та португальській як «-nh-»);
- вживання буквосполучення «-ig-» на позначення звука [ʧ] у словах faig, maig, mig тощо;
- вживання літери «t-» для позначення наступної подовженої приголосної (tm, tn, tl та tll), пр. setmana [sə'm:anə] — тиждень, bitllet [bi'ʎ:ɛt] — квиток;
- вживання буквосполучень «ts», «tz», «tg» та «tj» для позначення звуків-африкат, пр. platja ['pladʑə] — пляж, dotze ['dodzə] — дванадцять.

## Морфологія

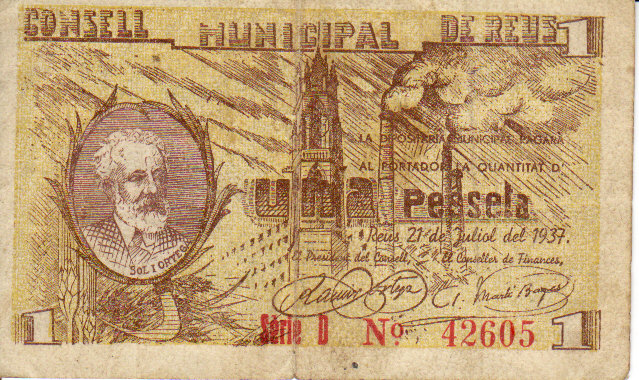
Каталанська мова на банкнотах: аверс купюри номіналом 1 песета випуску 1937 р., міська рада м. Реус.

Див. статтю Граматика каталанської мови.
Див. статтю Граматика каталанської мови для докладнішої інформації щодо:
- артиклів та іменників у каталанській мові та їхніх граматичних категорій:

- родів (чоловічий та жіночий) іменника та артикля, закінчень як показників роду;
- чисел (однина та множина) іменника та артикля, закінчення -s як універсального показника множини;
- форм артиклів (означеного, неозначеного та артиклю «salat»).

- прикметників та їхніх граматичних категорій (родів та чисел):

- трьох груп прикметників із точки зору змінювання за родами та числами;
- місця прикметника у реченні.

- правил утворення форми множини іменників та прикметників.
- займенників:

- особових (сильних) займенників, включаючи відповідники українського «Ви» (шанобливе звертання);
- слабких займенників.

- дієслів:

- трьох дієвідмін дієслів та парадигм відмінювання правильних дієслів;
- парадигм відмінювання неправильних дієслів.

- числівників:

- перенаправлення на список числівників у Wikibooks.

- прислівників:

- перенаправлення на список вибраних прислівників у Wikibooks.

- службових частин мови:

- перенаправлення на список вибраних вигуків у Wikibooks.

## Лексика

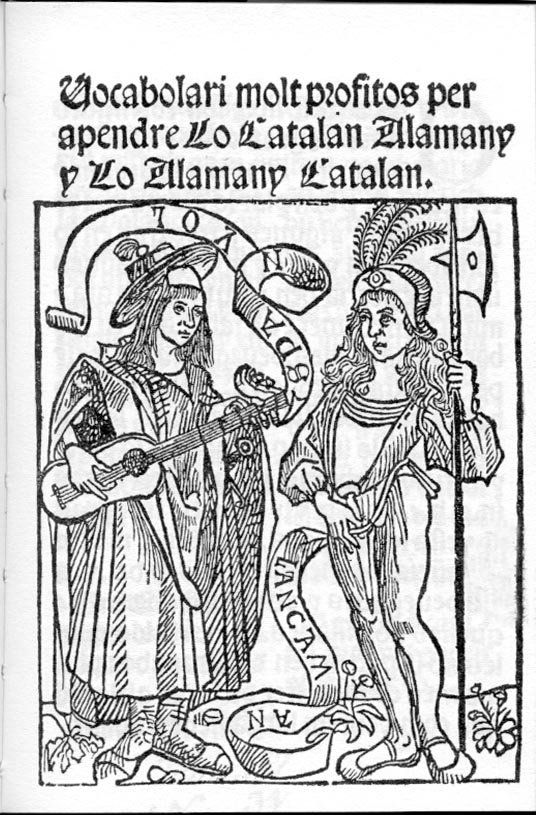
«Найповніший словник для вивчення каталанської мови німцями та німецької мови каталонцями» (Vocabolari molt profitós per apendre lo catalan-alamany y lo alamany-catalan), 1502 р., видрукувано у Перпіньяні друкарем Жуаном Розембаком.

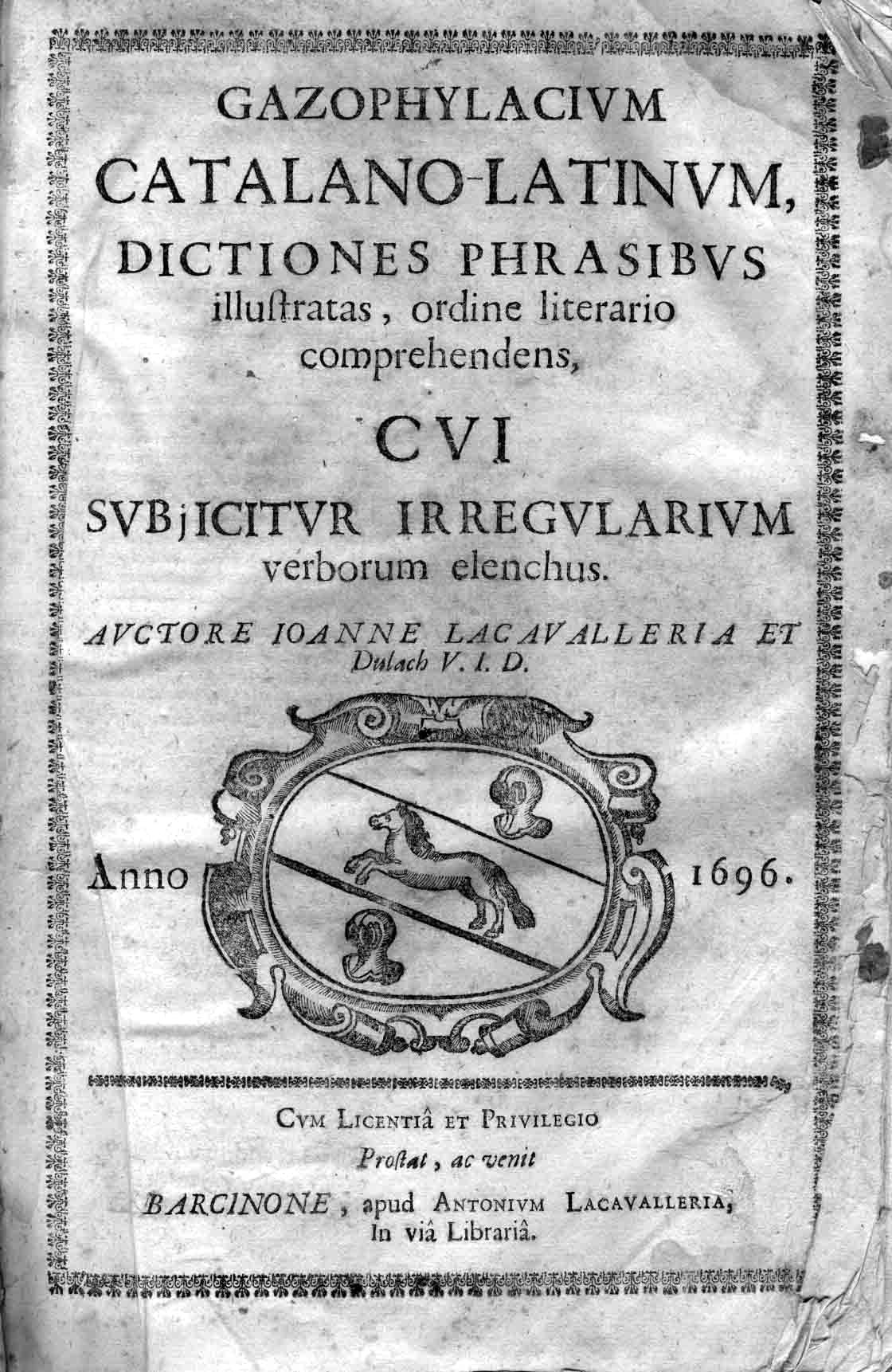
«Каталансько-латинський словник» (Gazophylacium catalano-latinum), 1696 р., видавець Антоні Лакабальєріа.

Див. статтю Лексика каталанської мови.

### Походження
Лексичне ядро каталанської мови складається зі слів латинського походження. Лексика каталанської мови має більше спільних рис із гало-романськими мовами, ніж з іберо-романськими. Найближчою до каталанської мови з точки зору лексики є окситанська мова.
- FENESTRA → finestra (окс. fenèstra/finèstra, фр. fenêtre, італ. finestra) та VENTUS → ісп. ventana, порт. janela.
- MANDUCARE → menjar (окс. manjar, фр. manger, італ. mangiare) та COMEDERE → ісп. comer, порт. comer.
- MATUTINU → matí (окс. matin, фр. matin, італ. mattino/mattina) та HORA MANEANA → ісп. mañana, порт. amanhã.
- PARABOLARE → parlar (окс. parlar, фр. parler, італ. parlare) та FAVOLARE → ісп. hablar, порт. falar.
- TABULA → taula (окс. taula, фр. table) та MENSA → ісп. mesa, порт. mesa.

### Базові фрази
Літературна мова
- Каталанська мова: català [kətəˈła]
- Привіт: hola [ˈɔłə]
- До побачення, па-па: adéu [əˈðew] (одн.); adéu siau [əˈðew siˈaw] (множ.); a reveure [ə rəˈβewrə]
- Будь ласка: sisplau [sisˈpław]
- Дякую: gràcies [ˈgɾasiəs]; mercès [mərˈsɛs]
- Перепрошую: perdoni [pərˈðoni], ho sento [u ˈsentu]
- Цей / ця: aquest [əˈkɛt] (чол.); aquesta [əˈkɛstə] (жін.)
- Скільки коштує?: quant val? [ˈkwamˈβał]; quant és? [ˈkwanˈes]
- Так: sí [ˈsi]
- Ні: no [ˈno]
- Я не розумію: No ho entenc [ˈno wənˈteŋ]
- Де туалет?: on és el bany? [ˈonˈezəlˈβaɲ]; on és el lavabo? [ˈonˈezəłˈłəˈβaβu]
- Ти говориш українською?: Parles ucraïnès? [ˈparłəz ukrəi'nɛs]
- Ти говориш каталанською?: Parles català? [ˈparłəs kətəˈła]

Валенсійська говірка (кодифікована AVL)
- Валенсійська мова: valencià [vałensiˈa]
- Привіт: hola [ˈɔła]
- До побачення, па-па: adéu [aˈðew]
- Будь ласка: per favor [peɾ faˈvoɾ]
- Дякую: gràcies [ˈgɾasies]
- Перепрошую: perdó [peɾˈðo]; ho sent [uˈsent] або [uˈseŋk]; ho lamente [ˈu łaˈmente]
- Скільки коштує?: quant val? [ˈkwanˈvał]; quant és? [ˈkwanˈtes]; quant costa? [ˈkuant ˈkɔstɔ]
- Так: sí [si]
- Ні: no [no]
- Я не розумію: no ho entenc [ˈnowanˈteŋ]; no ho comprenc [ˈnow komˈpreŋ]
- Де туалет?: on està el bany? [ˈon esˈtałˈβaɲ]; on està el servici? [ˈon esˈtał serˈvisi]
- Найпоширеніший тост: Jesús [dʑeˈzus]; salut [saˈłut]
- Ти говориш українською?: Parles ucraïnés? [ˈpaɾłez ukrain'es]
- Ти говориш валенсійською?: parles valencià? [ˈpaɾłes valensiˈa]; saps parlar en valencià? [ˈsaps paɾˈłaɾenvałensiˈa]

### Міжмовні зв'язки
Вплив каталанської на інші мови
Каталанська мова у різні часи значно вплинула на мови тих народів, які входили до Арагонського королівства, або іншомовного населення, яке мешкало у безпосередній близькості від каталанських країн. Такий вплив насамперед фіксується у фонетиці та лексиці цих мов та діалектів.
- Діалект іспанської мови пано́тчу або пано́тчо (кат. panotxo) в автономному регіоні Мурсія в Іспанії.
- Сардська мова, о-в. Сардинія в Італії.
- Сицилійська мова у Південній Італії.
- Ннапулітанська (неаполітанська) мова у Кампанії, Італія.
- Діалект іспанської мови шу́рру або шу́рро (кат. xurro) в іспаномовних районах автономної області Валенсія.
- Діалект патуе́т або патауе́т (кат. patuet, фр. pataouète), яким до 1962 р. говорили іммігранти та їхні нащадки з Менорки, Півдня Валенсії та Русільйону, що оселилися в Алжирі. Основою цього діалекту стали головно західні наріччя каталанської мови з великою домішкою французьких та арабських слів. Для письма використовувалася французька орфографія, видавалися газети.

Каталанські слова, запозичені іншими мовами

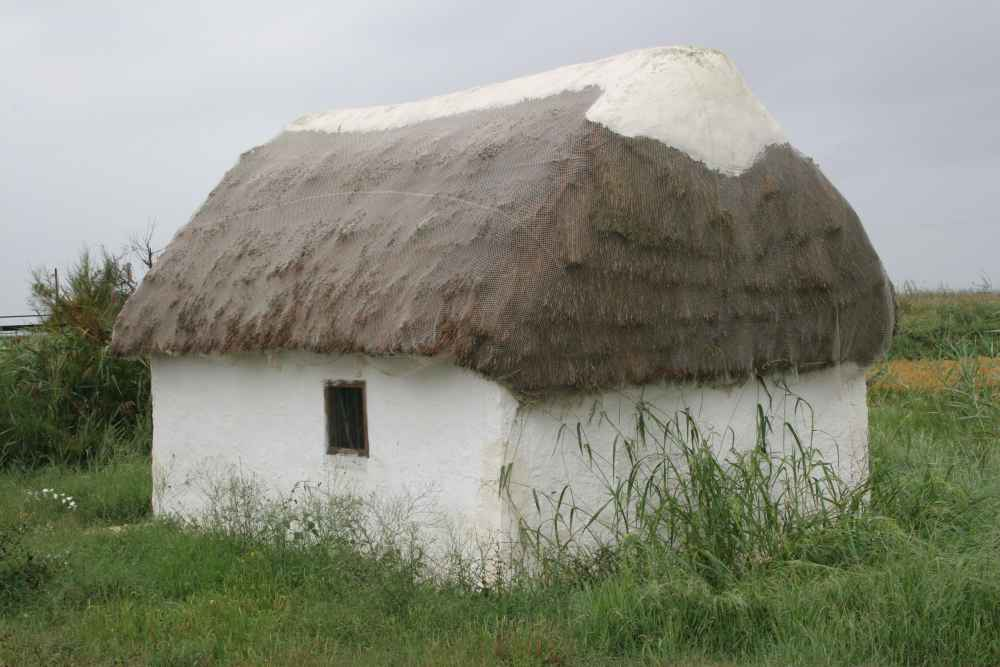
Традиційна народна хата-мазанка (barraca) у нижній течії ріки Ебро

Найвідоміше слово, запозичене багатьма мовами світу з каталанської, є слова паелья (кат. paella).
Інше слово італійського походження, яке було запозичене іншими мовами за посередництвом каталанської, — слово барак (кат. barraca), у каталанській мові так називається хата-мазанка у Валенсії та у нижній течії ріки Ебро на півдні Каталонії, яка найчастіше використовувалася як тимчасове житло рибалок.
Ще одним каталанським словом, яке було запозичене багатьма мовами за посередництвом окситанської та французької мов, є слово айолі (кат. allioli → окс. alhòli — стандартна орфографія, окс. aiòli — норма, запропонована Містралем → фр. ailloli або aïoli), яке означає соус з часнику та оливкової олії, схожий на майонез.
До французької мови з каталанської було запозичено такі слова : фр. sardane — сардана (з кат. sardana); фр. abricot — абрикос (з кат. albercoc, що, своєю чергою, було запозичене з араб. al-barquq أَلْبَرْقُوق, а те, своєю чергою, з грец. πραικόκιον, у грецьку мову слово прийшло з латини; фр. aubergine (з кат. albergínia, своєю чергою, запозичене з араб. al-bâdindjân), у арабську прийшло з фарсі; фр. baraque — барак (з кат. barraca) тощо.
До мови есперанто, окрім слів paella та barraca, увійшло каталанське слово porxo (читається «по́ршу»), яке означає «портик церкви» або «ґанок».
Як зазначено у словнику Королівської академії іспанської мови (ісп. El diccionario de la Real Academia Española), іспанською у різні періоди було запозичено до 350 слів або безпосередньо з каталанської, або за її посередництвом. Список слів, запозичених іспанською мовою з каталанської наведено у статті Лексика каталанської мови.
Іншомовні запозичення у каталанській мові
Протягом своєї історії, каталанська мова запозичила значну кількість слів з іноземних мов, особливо з іспанської, арабської (будівнича справа, сільське господарство, урядування, астрономія, математика, топоніміка, численні антропоніми), французької (такі слова, як amateur «аматор, знавець», argot «арґо», bricolatge «ремонт, дрібна робота», dossier «досьє») та англійської (інтернет та комп'ютерні технології — e-mail або correu electrònic «електронна пошта», el web «веб»).
У розмовній мові іноді замість питомо каталанських слів вживаються їхні іспанські еквіваленти (такі слова, як antes замість abans «до», barco замість vaixell «корабель», inglès замість anglès «англійський, англієць», después замість després «після» тощо). Літературна мова уникає такого невиправданого вживання іспанських слів.

### Інше
Список Сводеша
Див. список Сводеша каталанської мови на сторінці Список Сводеша каталанської мови.
Порівняння лексики каталанської мови та інших романських мов
Див. статтю Порівняння лексики каталанської мови та інших романських мов.
Лексика каталанської мови порівнюється з латиною, окситанською, італійською, іспанською, французькою, португальською, галісійською, сардською, п'ємонтською, ломбардською, венеційською, сицилійською, румунською та ретороманською мовами та джерсійською говіркою.

## Синтаксис
Див. також статтю Граматика каталанської мови.
Порядок розташування членів речення
Як і в українській, зазвичай у простому реченні присудок йде після підмета, а додаток після присудка, однак дуже часто члени речення розташовуються довільно, пр. Brillava el sol. — Сонце світило, дослівно: «Світило сонце». Підмет також може опускатися, пр., Era difícil convènce'l — Було важко його переконати, дослівно: «Було важко переконати його».
Питальні речення
Зазвичай порядок слів у питальному реченні не відрізняється від порядку у стверджувальному, змінюється лише інтонація. Однак досить часто, особливо в усному мовленні, у питальному реченні на початку ставлять слово què, яке відокремлюють комою від решти слів (аналог українського «чи»), пр. Què, vindràs a la festa dissabte ? — Чи ти прийдеш на свято у суботу ?
Заперечення
Для заперечення зазвичай використовують частку no, яку ставлять перед дієсловом. Іноді, як у французькій чи окситанській мовах, після дієслова вживають заперечну частку pas (завжди разом з no). Окрім того, використовують дві конструкції при запереченні наявності одного предмету чи особи (no … cap) та речовини, яку неможливо порахувати (no … gens). De gelats de vanilla no ens en queda cap. — [Жодної порції] ванільного морозива у нас не залишилося, дослівно: «Ванільних морозив не у нас їх залишається нічого».
Окрім того вживаються такі конструкції: для «ніколи не» — no … mai, «більше ніколи не» — no … més.
Слабкі займенники
Однією з найхарактерніших оригінальних рис каталанського синтаксису є наявність великої кількості слабких займенників. Це дозволяє у фразі, особливо в усному мовленні, заміняти будь-який іменник відповідним займенником. У більшості випадків просте речення будується таким чином : A música, hi dedico molt de temps. — Я присвячую багато часу музиці, дослівно: «Музиці, цьому (я) присвячую багато часу». Така побудова простого речення характерна розмовним формам інших романських мов.
Як і у французькій мові, іменник із часткою de замінюються займенником en, іменник із часткою a або amb — займенником hi (у французькій — y), пр., No hi estic d'accord. — Я не погоджуюся з цим.
Займенник ho замінює цілу фразу, пр., Això és veritat, ho diu el capità. — Це правда, [про] це говорить капітан.
Слабкі займенники можуть комбінуватися, і таких комбінацій нараховується 65. Зазвичай на перше місце ставляться займенники em, et, li, ens, us, els, а потім займенник hi, ho, en, пр., m'hi van recomanar — вони мене йому рекомендували (порівняти — ісп. me recomendaron a él, фр. фр. ils m'ont recommandé à lui).
Вибір дієслівних форм
У певних аспектах каталанська трохи ближче до германських мов, ніж сусідні іспанська та французька — вибір відповідної дієслівної форми обумовлюється наявністю темпоральних дієприслівників (ja — вже, encara — ще тощо), пр., Ho vam fer ahir. — Ми це зробили вчора, та Ho fèiem sovint quan érem joves. — Ми це робили часто, коли були молодими.
Модальність
Модальність здебільшого передається описово. На приклад, «потрібно + дієслово» перекладається як cal + неозначена форма дієслова, або cal + que + кон'юнктив, пр., M'ha calgut corregir els errors. — Мені було потрібно виправити помилки, та No cal que t'ho repeteixi. — Мені не потрібно тобі це повторювати. Для передачі словосполучення «було б краще» (рекомендація або примус) використовується вираз haver + неозначена форма дієслова, пр., Hauries de fer llit. — Було б краще, якби ти залишився у ліжку. Можливість передається виразом deure + неозначена форма дієслова, пр., Deuen arribar aquest vespre. — Вони повинні приїхати сьогодні ввечері.
Посесивність («свій»)
Належність чогось (в українській найчастіше передається словом свій) в каталанській є самозрозумілою і не передається засобами мови, пр., Ha perdut el passaport. — Він / вона загубив / -ла свій паспорт.
Шанобливе звернення
Для передачі українського «чи не міг би ти» вживається конструкція et fa res + неозначена форма дієслова, пр., Et fa res obrir la finestra ? — Чи не міг би ти прочинити вікно ?, Li fa res pagar ara mateix ? — Чи не могли б Ви (в однині) заплатити прямо зараз ?, Us fa res baixar del cotxe ? — Чи не могли б ви (у множині, не шанобливо) вийти з машини ?, Els fa res parlar en anglès ? — Чи не могли б ви (у множині, шанобливо) говорити англійською ?
Вживання артиклю з іменами
Означений артикль, як і в окситанській мові, у більшості випадків вживається перед іменами (en для чоловічих імен та la для жіночих). Артикль не вживається при звертанні до людини та після виразу em dic — мене звати, пр., Natàlia, et presento la Lídia. — Наталіє, познайомся з Лідією, дослівно: «Наталія, (я) тобі представляю Лідію».

## Інше
Каталонські прізвища
Див. розділ «Каталонські прізвища» у статті «Іберійські імена».
У каталаномовних районах (окрім Північної Каталонії), дитина офіційно отримує два прізвища: батьківське (зазвичай ставиться на перше місце) та материнське. Прізвища найчастіше (хоча не обов'язково) з'єднуються часткою «i» (українською передається «-i-»), наприклад повне ім'я та прізвище архітектора Антоні Ґауді — Антоні Пласід Ґільєм Ґауді-і-Курнет.
Оскільки за часів Франко провадилася насильницька іспанізація каталонців (на приклад, прізвище Pinyol могло бути змінене на Piñol, Cases на Casas, Perpinyà на Perpiñá тощо), зараз в автономній області Каталонія існує спрощена процедура виправлення імені чи прізвища : потрібно звернутися до місцевого представництва Департаменту охорони здоров'я Каталонії (кат. Servei Català de la Salut, або частіше CatSalut), та виправити так звану TSI — персональну картку доступу до медичних послуг. Для цього необхідно отримати сертифікат Інституту каталонських студій, який засвідчить правильність написання каталаномовної версії імені та прізвища.

## Ресурси для вивчення мови, додаткова інформація
Вивчення каталанської мови
- Digui, digui… Curs de català per a estrangers. A Catalan Handbook. — Alan Yates and Toni Ibarz. — Generalitat de Catalunya. Departament de Cultura, 1993. — ISBN 84-393-2579-7.
- Teach Yourself Catalan. — Alan Yates. — McGraw-Hill, 1993. — ISBN 0-8442-3755-8.
- Colloquial Catalan. — Toni Ibarz and Alexander Ibarz. — Routledge, 2005. — ISBN 0-415-23412-3.
- speakcat On-line basic course https://web.archive.org/web/20081002161843/http://intercat.gencat.cat/speakcat/index.html
- Catalan: A Comprehensive Grammar. Max W. Wheeler, Alan Yates, Nicolau Dols; Routledge, 1999. 638 стор., також див. тут.
- Сайт вивчення каталанської мови Parla.cat [Архівовано 25 березня 2016 у Wayback Machine.] (кат.), (англ.), (ісп.), (фр.), (нім.)
- Книжки, курси й словники
- Учебник каталанского языка: Начальный курс. Бігвава І. О., Харшиладзе М. А., Москва 2002 [Архівовано 9 серпня 2014 у Wayback Machine.] (рос.), (кат.)
- Курси каталанської мови на Балеарських о-вах [Архівовано 10 серпня 2009 у Wayback Machine.] (рос.)
- Короткий курс каталанської мови на сайті 101languages.net [Архівовано 22 листопада 2008 у Wayback Machine.] (кат.), (англ.)
- 10 уроків каталанської для англомовних [Архівовано 8 грудня 2009 у Wayback Machine.]. (англ.)

Де можна вивчити каталанську мову у світі
- Інтерактивна мапа з адресами та тел. на сайті Інституту Рамона Люля, найближчі до України центри вивчення каталанської мови у Варшаві, Кракові, Познані, Москві, Ст.-Петербурзі, Тарту, Бухаресті, Пітешть, Софії. (кат.), (ісп.), (англ.)
- Приватні оголошення про курси каталанської мови у Каталонії та Валенсії (кат.)
- Курси каталанської мови на Балеарських о-вах [Архівовано 10 серпня 2009 у Wayback Machine.] (рос.)
- Вивчення каталанської (валенсійської) мови в рамках програми «Voluntariat pel Valencià» [Архівовано 4 грудня 2008 у Wayback Machine.] (кат.)

Офіційні заклади
- Інститут каталонських студій [Архівовано 16 лютого 2011 у Wayback Machine.] (кат.), деякі стор. (англ.), (ісп.)
- Валенсійська мовна академія [Архівовано 9 лютого 2007 у Wayback Machine.] (кат.)
- Секретаріат мовної політики Жанаралітату Каталонії [Архівовано 29 вересня 2008 у Wayback Machine.] (кат.), (окситан.), (англ.), (ісп.)

Про каталанську мову
- Докладна інформація про каталанську мову на сайті Enciclopèdia catalana (англ.)
- Каталанська граматика (англ.)
- Нормативна граматика валенсійської мови, Валенсія, 2006 р. (кат.)
- Коротко про каталанську мову (рос.)
- Каталанська мова у Північній Каталонії (департамент Східні Піренеї) (кат.), (фр.)
- «Барометр вживання каталанської мови в інтернеті» [Архівовано 18 жовтня 2008 у Wayback Machine.], включаючи списки сайтів із каталаномовною версією (кат.)
- Список інтернет-сайтів про каталанську мову та культуру каталанських країн: мова та її вивчення, офіційні заклади, соціолінгвістика, лінгвістика, ономастика, діалектологія, наукові періодичні видання (кат.)
- Кілька мовних ресурсів на сайті bibiloni.cat [Архівовано 24 вересня 2008 у Wayback Machine.] (кат.)
- Етно-мовна доповідь [Архівовано 22 грудня 2005 у Wayback Machine.] (англ.)
- Каталанська мова як глобальна. Доповідь на конференції «Експоланґ» Вісена Партала [Архівовано 15 лютого 2010 у Wayback Machine.]. (кат.), (фр.)

Одномовні словники
- Словник каталанської мови / Diccionari de la Llengua Catalana [Архівовано 27 лютого 2008 у Wayback Machine.] (кат.)
- Великий словник каталанської мови / Gran Diccionari de la Llengua Catalana [Архівовано 18 травня 2016 у Portugese Web Archive] (кат.)
- Словник каталанської-валенсійської-балеарської мови Алкубе-і-Моля / Diccionari Català-Valencià-Balear d'Alcover i Moll [Архівовано 26 серпня 2004 у Wayback Machine.] (кат.)
- Валенсійський словник он-лайн / Diccionari valencià online (кат.) (валенсійська вимова)

Двомовні та багатомовні словники
- Багатомовний словник каталанської мови / Diccionari de la Llengua Catalana Multilingüe [Архівовано 31 травня 2014 у Wayback Machine.] (кат.), (ісп.), (англ.), (фр.), (нім.)
- ДАККО / DACCO [Архівовано 28 листопада 2005 у Wayback Machine.] (кат.), (англ.)
- Англійсько-каталанський словник (кат.), (англ.)
- Близько 20 словників он-лайн на сайті Жанаралітату Каталонії (кат.)
- Російсько-каталанський та каталано-російський словник. Diccionari rus-català / català-rus. Svetlana Bank, Dorota Szmidt & Monika Zgustová. Barcelona: Enciclopèdia catalana, 1999. (рос.), (кат.)
- Список друкованих двомовник словників на сайті gencat.net (італ.), (нім.), (фр.), (ісп.), (угор.), (порт.), (рос.), (швед.)

Розмовники
- Каталанський розмовник у Вікімандрах (кат.), (англ.), (фр.), (порт.)
- Російсько-каталанський університетський розмовник [Архівовано 29 серпня 2008 у Wayback Machine.] (кат.), (рос.)
- Розмовник на YouTube, част. 1 [Архівовано 1 листопада 2014 у Wayback Machine.] (кат.) — західно-каталанська вимова, (англ.)
- Розмовник на YouTube, част. 2 [Архівовано 4 листопада 2014 у Wayback Machine.] (кат.) — західно-каталанська вимова, (англ.)
- Базові фрази з перекладом на англійську, іспанську, французьку[недоступне посилання з липня 2019]
- Голосовий синтезатор тексту (в кінці каталаномовного тексту необхідно ставити крапку) (якість посередня) (кат.)
- Голосовий синтезатор тексту Loquendo (кат.)

Ресурси для вивчення мови
- Вивчення каталанської з каталаномовними волонтерами через Skype, інтернет тощо [Архівовано 14 травня 2008 у Wayback Machine.] (кат.), (ісп.), (фр.), (англ.)
- Міні-курс каталанської мови для подорожуючих (кат.), (англ.)
- Ресурси каталанською он-лайн [Архівовано 8 липня 2011 у Wayback Machine.] (кат.), (англ.)
- Початковий курс для вивчення каталанської мови для тих, хто говорить французькою [Архівовано 16 грудня 2008 у Wayback Machine.] (фр.)

Каталаномовні ЗМІ
Телеканали
- Програма для перегляду 13 каталаномовних телевізійних каналів, натиснути на гіперпосилання Descarrega'l (кат.)
- Телебачення Каталонії — канали TV3, 33, K3, 300, 324, TVCI онлайн [Архівовано 10 червня 2008 у Wayback Machine.] (кат.)
- Канал TV3 — онлайн, відеоновини [Архівовано 7 вересня 2008 у Wayback Machine.] (кат.)
- Телебачення Валенсії онлайн [Архівовано 1 жовтня 2007 у Wayback Machine.] (кат.)
- Телебачення ФК «Барселона» онлайн та окремі відеосюжети (платне) [Архівовано 22 червня 2008 у Wayback Machine.] (кат.), (ісп.), (англ.)

Радіостанції
- «Catalunya Ràdio» [Архівовано 22 березня 2010 у Wayback Machine.] («Радіо Каталонія»). (кат.)
- Радіо «iCAT.fm» [Архівовано 20 червня 2008 у Wayback Machine.] (кат.)

Періодичні видання
- Відеогазета «Diari de Barcelona» (кат.)
- Електронна версія газети «El Periódico» [Архівовано 29 травня 2010 у Wayback Machine.] (кат.)
- Електронна версія газети «El Punt» [Архівовано 23 липня 2011 у Wayback Machine.] (кат.)
- Газета «Avui+» [Архівовано 21 липня 2012 у Archive.is] (кат.)
- Газета «El Temps» (кат.)

Портали
- Портал «VilaWeb» [Архівовано 26 листопада 2017 у Wayback Machine.] (кат.)

Подкасти
- Програма «Вечірня Каталонія» (кат. Catalunya vespre, новини за минулу добу) на сайті «Catalunya Ràdio» — www.catradio.cat/podcast/xml/5/7/podprograma475.xml (кат.)
- Програма каталанською мовою (північнокаталанська вимова) на телеканалі «Франс 3» — www.mirpod.com/podcast-player.php?6969/France-3-Catalan-Journal-local-de&lang=en# (кат.), (фр.)

Віджети
- Віджети на сайті телевізійного каналу TV3 (новини, найновіші відео, розваги, прогноз погоди) (кат.)

Інтернет-форуми
- Каталонський форум («Forum catalan — Raconet català») [Архівовано 13 жовтня 2008 у Wayback Machine.] (кат.), (фр.)

Каталаномовні інтернет-пошуковики
- Google Català [Архівовано 16 червня 2008 у Wayback Machine.]
- Yahoo! Català [Архівовано 22 травня 2008 у Wayback Machine.]
- Nosaltres.com [Архівовано 9 червня 2008 у Wayback Machine.]

Каталаномовна он-лайн енциклопедія
- Каталонська енциклопедія / Enciclopèdia Catalana [Архівовано 8 листопада 2008 у Wayback Machine.] (кат.), (англ.)

Електронні перекладачі, енциклопедії, словники
- Перший каталансько-український та українсько-каталанський перекладач на Google Translate (якість посередня) (укр.), (кат.)
- Онлайновий каталансько-іспанський та іспансько-каталанський перекладач (з можливістю перекладати на валенсійський варіант каталанської) [Архівовано 9 червня 2008 у Wayback Machine.] (кат.), (ісп.)
- Перекладач вебсторінок з/на каталанську, англійську, німецьку, французьку [Архівовано 11 червня 2008 у Wayback Machine.] (кат.), (англ.), (фр.), (ісп.), (нім.)
- Перекладач вебсторінок з/на каталанську, англійську, німецьку, французьку (кат.), (англ.), (фр.), (ісп.), (нім.)
- Перекладач тексту, обмеження — 2,5 тис. слів (кат.), (англ.), (фр.), (ісп.)
- Онлайн-перекладач SisHiTra — тексти та інтернет-сторінки (кат.), (ісп.)
- Електронний перекладач Apertium (тексти, файли, інтернет-сторінки) (кат.), (ісп.), (англ.), (порт.), (фр.), (ірл.), (окситан.) стандартна, (аранськ.) говірка району Баль-д'Аран

Частини мови
- Сайт «El Con Jugador» — дієвідмінювання, включаючи діалектні форми (кат.)

Діалекти каталанської мови
- Діалект «патует» або «патаует» у французькому Алжирі. (фр.)
- Позначення правильної вимови на письмі (інтернет-сторінки та Word-файли), система SAÓ [Архівовано 4 грудня 2008 у Wayback Machine.], валенсійська норма (кат.)
- Орфографія каталанської мови, адаптована для діалекту Балеарських островів (кат.)
- Доповідь М-ра Ж. Сороїанді з Версальського ліцею на філологічно-історичній секції І Міжнародного конгресу каталанської мови на тему «Каталанська мова у Піренеях на сусідній до Арагону території» (El català del Pirineu a la ralla d´Aragó), 1906 р. (кат.)
- Доповідь Др. Бікто Уліба да Біланоба-і-ла-Желтру на філологічно-історичній секції І Міжнародного конгресу каталанської мови стосовно розмовної каталанської мови у Супейрі, Арагон (Documents sobre´l català parlat a Sopeira), 1906 р. (кат.)
- Доповідь М-ра Антоні Наварро-да-Монкла на філологічно-історичній секції І Міжнародного конгресу каталанської мови на тему «Каталанська мова у Рібагорсі» (El català a-n el Ribagorça), 1906 р. (кат.)
- Доповідь Аурелі Барруля-і-Алтаріби та Рамона Сістака-і-Бісена на II Міжнародному конгресі каталанської мови (Секція 3 — Соціальна лінгвістика) «Політичні кордони та діалектні межі у Тарреті, Рібагорса» (Fronteres polítiques i dialectals a la Terreta, Ribagorça), 1992 р. (кат.)
- Доповідь Ґлорії Франсіну на II Міжнародному конгресі каталанської мови (Секція 3 — Соціальна лінгвістика) «Лінгвістична варіативність: Супейра» (Variacions lingüístiques: Sopeira), 1992 р. (кат.)

Транскрипція та транслітерація з/на каталанську
- Пропозиція щодо передачі російських імен каталанською мовою, від 14 жовтня 1994 р. [Архівовано 19 червня 2010 у Wayback Machine.] (кат.)

Про каталанську мову та літературу
- Світлана Пиркало. Посвята Каталонії — 1. Слово, моя ти єдиная зброє // Главред, 14.05.2009 [Архівовано 9 червня 2009 у Wayback Machine.] (укр.)
- 800 років каталонської літератури (рос.), (кат.), (англ.), (ісп.), (фр.), (нід.), (угор.), (італ.), (порт.), (швед.)
- «Перше пришестя». Каталонські письменники в Харкові (укр.)